# Surmatelas thermorégulé
Un sur-matelas thermorégulé (ou sur-matelas climatisé) est un surmatelas dont la température est commandée par une machine appelée thermocontrôleur. Placé sous les draps directement sur le matelas, il permet  au dormeur de contrôler la température de sa couche. Sa fonction est donc le contrôle de la température de l'environnement du sommeil. 
Certains surmatelas thermorégulés sont réversibles, c'est-à-dire qu’ils peuvent à la fois chauffer et refroidir.

## Surmatelas thermorégulé à eau - description
Un sur-matelas thermorégulé à eau est composé :
- d’un sur-matelas à l’intérieur duquel un réseau de fines tubulures véhicule de l’eau, qui agit en tant que vecteur thermique, et
- d’un thermocontrôleur, relié par un tube flexible au surmatelas, qui chauffe ou refroidit l’eau.

Un tel surmatelas peut avoir différentes tailles de manière à couvrir d’un ou deux dormeurs, il est généralement peu épais de manière à optimiser l’échange de chaleur entre l’eau et les dormeurs. Les tubulures sont idéalement en silicone médical de manière à résister aux pressions et pliures auxquelles elles sont soumises. 
Le thermocontrôleur permet à l’utilisateur de choisir, avec plus ou moins de finesse, une température de sommeil dans un spectre compris entre des températures « froides » (20° voire moins) et « chaudes » (40° voire davantage). Le refroidissement ou le réchauffement de l’eau sont idéalement réalisés par des éléments thermoélectriques qui garantissent à la fois un niveau de bruit faible, une bonne efficacité et sont non polluants. 

## Utilisations principales
Le contrôle thermique de l’environnement de sommeil a de nombreuses applications. 
Le froid a un effet antalgique (sprays réfrigérants) et un effet anti-inflammatoire, il diminue les désagréments en cas de : 
- jambes lourdes ou d’insuffisance veineuse car le froid possède des propriétés physiologiques intéressantes dans le traitement des jambes lourdes : l'effet vasoconstricteur du froid stimule la circulation sanguine par légère réduction du calibre des vaisseaux sanguins (appelée également vasoconstriction)ce qui diminue la stase (stagnation veineuse).
- Bouffées de chaleur nocturnes lors de la Ménopause.
- Réduction des impatiences et amélioration du sommeil dans le Jambes sans repos
- Sommeil agité ou troublé, insomnie car une baisse de la température centrale favorise l’endormissement.
- Allergie aux acariens. La réduction de la chaleur et de l’humidité rendent le lit peu propice à la prolifération des acariens et conduit naturellement à leur réduction
- Canicule : le sur-matelas thermorégulé permet une climatisation localisée du dormeur, alternative aux climatiseurs.

L’effet chauffant est apprécié  en cas de lombalgies et de contractures. 

## Intérêts comparatifs par rapport aux autres solutions de régulation thermique du dormeur
Les surmatelas thermorégulés (ou surmatelas climatisés) procède d’une nette avancée thérapeutique car ils présentent conjointement les avantages d’apporter une solution: 
- non médicamenteuse,
- localisée aux surfaces critiques d’échange thermiques (surface sur laquelle repose le dormeur),
- continue sur toute la nuit,
- d’une grande précision (température contrôlée au degré près).

Différences par rapport aux couvertures chauffantes : une couverture chauffante est constituée de résistances électriques parcourues par un courant électrique de 240 V / 50 Hz avec un risque d’électrocution et d’incendie et une exposition à un champ d’ondes magnétiques basse fréquence (le champ magnétique d’une couverture chauffante est approximativement de 3.5 µT, soit 10 fois plus que le seuil d’incertitude, avec un risque d’effet cancérigène)[réf. nécessaire]
Le système électrique des surmatelas thermorégulés – c’est-à-dire uniquement la partie thermocontrôleur – est déporté du lit et éloigné du dormeur qui repose sur un réseau de circulation d’eau réchauffée et non pas sur des résistances électriques. 